# Pont d'Espia
El Pont d'Espia és un pont d'un sol ull sobre el Segre que salva el congost prop del punt on conflueixen els termes municipals d'Organyà (al nord-oest), Fígols i Alinyà (al nord-est) i Coll de Nargó (al sud), tots ells a la comarca de l'Alt Urgell. En ell s'inicia la carretera L-401 que mena fins a Coll de Jou, a l'entrada a la Vall de Lord. Sota seu, hi ha les restes de l'antic pont medieval, també d'un sol ull un pèl apuntat, del qual se'n conserven les dues parts laterals.
El 1839 hi fou mort el Comte d'Espanya, per bé que altres fonts desmenteixen les dades de Madoz i indiquen que el seu cos va ser trobat als Espluvins, uns set quilòmetres Segre avall.